# Ingmar Norlindh
Carl Ingmar Norlindh, född 11 mars 1921 i Linköping, död 19 november 2011 i Norrtälje, var en svensk företagsledare.
Norlindh, som var son till filosofie doktor Sven Norlindh och Elin Ågren, blev juris kandidat vid Stockholms högskola 1944 och diplomerades från Handelshögskolan i Stockholm 1947. Han var verksam vid Svenska AB Philips 1947–1968, verkställande direktör för AEG Telefunken Elektriska AB 1969–1982 och arbetande styrelseordförande i Ahlsell AB 1982–1986. Han blev ordförande i Sveriges grossistförbund 1972.